# Lista de episódios de We Bare Bears
Esta é uma lista de episódios da série original do Cartoon Network, Ursos Sem Curso.

## Resumo
| Temporada | Temporada | Episódios | Exibição original       | Exibição original       | Exibição no Brasil    | Exibição no Brasil     | Exibição em Portugal   | Exibição em Portugal  |
| Temporada | Temporada | Episódios | Estreia de temporada    | Final de temporada      | Estreia de temporada  | Final de temporada     | Estreia de temporada   | Final de temporada    |
| --------- | --------- | --------- | ----------------------- | ----------------------- | --------------------- | ---------------------- | ---------------------- | --------------------- |
|           | Piloto    | 1         | 6 de novembro de 2014   | 6 de novembro de 2014   | 28 de julho de 2017   | 28 de julho de 2017    | 3 de dezembro de 2015  | 3 de dezembro de 2015 |
|           | 1         | 26        | 27 de julho de 2015     | 11 de fevereiro de 2016 | 24 de agosto de 2015  | 7 de novembro de 2016  | 28 de novembro de 2015 | TBA                   |
|           | 2         | 26        | 25 de fevereiro de 2016 | 11 de abril de 2017     | 23 de maio de 2016    | 11 de dezembro de 2017 | 5 de novembro de 2016  | TBA                   |
|           | 3         | 44        | 3 de abril de 2017      | 16 de fevereiro de 2018 | 1 de maio de 2017     | 24 de dezembro de 2019 | 1 de julho de 2017     | TBA                   |
|           | 4         | 44        | 30 de julho de 2018     | 27 de maio de 2019      | 5 de novembro de 2018 | TBA                    | TBA                    | TBA                   |

## Episódios

### Piloto (2014)
| Episódio (série) | Título                                                     | Escrito por  | Exibição original                                                                                     |
| --- | ---------------------------------------------------------- | ------------ | --- |
| 0 | "Ursos Sem Curso (BR)" Nós, Os Ursos (PT)" "We Bare Bears" | Daniel Chong | 6 de novembro de 2014 (KLIK! Festival) 29 de agosto de 2015 28 de julho de 2017 3 de dezembro de 2015 |
| Os ursos estragam a festa de aniversário de uma criança tentando se misturar, mas pegou o chapéu do aniversariante e o bolo que caiu, funcionou como sorvete no final. |                                                            |              | |

### 1ª Temporada (2015-16)
| Episódio (série) | Episódio (temp.) | Título                                                         | Escrito e storyboards por                                                                                  | Exibição original                                                   | Audiência (em milhões) |
| --- | ---------------- | -------------------------------------------------------------- | --- | ------------------------------------------------------------------- | ---------------------- |
| 1 | 1                | "Nossas Coisas (BR) As Nossas Coisas (PT)" "Our Stuff"         | Daniel Chong                                                                                               | 27 de julho de 2015 24 de agosto de 2015 28 de novembro de 2015     | 2.05                   |
| Depois de jogar basquete, os ursos descobrem que suas coisas foram roubadas, então eles vão em busca do ladrão, mas acabam descobrindo um crime maior. |                  |                                                                | |                                                                     |                        |
| 2 | 2                | "Vídeo Viral (BR)/(PT)" "Viral Video"                          | Madeline Sharafian                                                                                         | 27 de julho de 2015 31 de agosto de 2015 28 de novembro de 2015     | 2.05                   |
| Os ursos acham que podem fazer um vídeo viral, mas Nom Nom discorda deles.                                                                             |                  |                                                                | |                                                                     |                        |
| 3 | 3                | "Comida de Rua (BR) Rulote de Comida (PT)" "Food Truck"        | Abe Audish, Daniel Chong, e Bert Youn                                                                      | 28 de julho de 2015 7 de setembro de 2015 19 de dezembro de 2015    | 1.88                   |
| Quando os ursos se desapontam com as opções de alimentação na região, eles abrem um trailer de comida.                                                 |                  |                                                                | |                                                                     |                        |
| 4 | 4                | "Chloe"                                                        | Madeline Sharafian                                                                                         | 29 de julho de 2015 14 de setembro de 2015 19 de dezembro de 2015   | 2.11                   |
| Chloe passa um tempo com os ursos para estudá-los. |                  |                                                                | |                                                                     |                        |
| 5 | 5                | "O Encontro do Panda" "Panda's Date"                           | Abe Audish, Daniel Chong, e Bert Youn                                                                      | 30 de julho de 2015 21 de setembro de 2015 5 de dezembro de 2015    | 1.87                   |
| Depois de ser resgatado no mercado de um fazendeiro, Panda acredita ter encontrado a mulher dos seus sonhos, Lucy.                                     |                  |                                                                | |                                                                     |                        |
| 6 | 6                | "Dia-a-Dia de Ursos (BR) Um Dia de Urso (PT)" "Everyday Bears" | Abe Audish e Bert Youn                                                                                     | 31 de julho de 2015 28 de setembro de 2015 16 de janeiro de 2016    | 1.77                   |
| Urso Polar luta contra um aspirador de pó, um rato invade o quarto de Panda e Pardo fica preso em uma árvore.                                          |                  |                                                                | |                                                                     |                        |
| 7 | 7                | "Burrito"                                                      | Manny Hernandez, Madeline Sharafian, e Bert Youn                                                           | 6 de agosto de 2015 5 de outubro de 2015 12 de dezembro de 2015     | 1.65                   |
| Pardo se apega a um Burrito e começa a levá-lo para todos os lugares.                                                                                  |                  |                                                                | |                                                                     |                        |
| 8 | 8                | "Primitivos (BR) Primitivo (PT)" "Primal"                      | Manny Hernandez e Guillermo Martinez                                                                       | 13 de agosto de 2015 12 de outubro de 2015 5 de dezembro de 2015    | 1.78                   |
| Pardo leva os ursos para a floresta e faz eles se perderem para testar suas habilidades de sobrevivência.                                              |                  |                                                                | |                                                                     |                        |
| 9 | 9                | "Jaqueta Jeans (BR) Casaco de Ganga (PT)" "Jean Jacket"        | Adam Campbell, Eric Favela, Manny Hernandez, e Madeline Sharafian                                          | 20 de agosto de 2015 19 de outubro de 2015 12 de dezembro de 2015   | 1.59                   |
| Os ursos brigam por uma jaqueta que encontraram no lixo.                                                                                               |                  |                                                                | |                                                                     |                        |
| 10 | 10               | "Nom Nom"                                                      | Manny Hernandez, Tom Law, e Madeline Sharafian                                                             | 27 de agosto de 2015 12 de dezembro de 2015 2 de janeiro de 2016    | 1.49                   |
| Nom Nom pede a ajuda dos ursos para tornar seu vídeo o mais viral de novo.                                                                             |                  |                                                                | |                                                                     |                        |
| 11 | 11               | "Ninjas do Silêncio (BR) Ninjas do Shiu (PT)" "Shush Ninjas"   | Tom Law e Guillermo Martinez                                                                               | 3 de setembro de 2015 17 de novembro de 2015 26 de dezembro de 2015 | 1.39                   |
| Os ursos viram policiais para calar todas as pessoas que atrapalham os filmes no cinema.                                                               |                  |                                                                | |                                                                     |                        |
| 12 | 12               | "Minha Galera (BR) My Clique (PT)" "My Clique"                 | Guillermo Martinez, Kyler Spears, e Bert Youn                                                              | 10 de setembro de 2015 29 de fevereiro de 2016 9 de janeiro de 2016 | 1.53                   |
| Pardo, Panda e Polar tentam ajudar Chloe a se tornar mais popular entre os colegas de faculdade.                                                       |                  |                                                                | |                                                                     |                        |
| 13 | 13               | "Charlie"                                                      | Tom Law e Madeline Sharafian                                                                               | 17 de setembro de 2015 7 de março de 2016 2 de janeiro de 2016      | 1.43                   |
| Pardo, Panda e Polar tem um novo hóspede em sua caverna, Charlie o Pé Grande.                                                                          |                  |                                                                | |                                                                     |                        |
| 14 | 14               | "Irmão Mais Velho (BR)" "Brother Up"                           | Tom Law, Manny Hernandez, Guillermo Martinez, Lauren Sassen, Madeline Sharafian, Kyler Spears, e Bert Youn | 12 de outubro de 2015 14 de março de 2016                           | 1.22                   |
| Panda se torna o líder do grupo. |                  |                                                                | |                                                                     |                        |
| 15 | 15               | "Ursos Despejados (BR)" "Occupy Bears"                         | Manny Hernandez, Tom Law, Lauren Sassen, e Bert Youn                                                       | 13 de outubro de 2015 6 de março de 2016                            | 1.03                   |
| A caverna dos ursos está sob ameaça quando a cidade planeja destruí-la e eles irão lutar para protegê-la.                                              |                  |                                                                | |                                                                     |                        |
| 16 | 16               | "O Espirro do Panda (BR)" "Panda's Sneeze"                     | Guillermo Martinez, Madeline Sharafian, Kyler Spears, e Bert Youn                                          | 14 de outubro de 2015 21 de março de 2016                           | 1.22                   |
| Panda se torna a sensação da internet com seu espirro super fofo.                                                                                      |                  |                                                                | |                                                                     |                        |
| 17 | 17               | "A Estrada (BR)" "The Road"                                    | Madeline Sharafian e Kyler Spears                                                                          | 15 de outubro de 2015 28 de março de 2016                           | 1.59                   |
| Os bebês Pardo, Panda e Polar vão atrás de uma nova caixa em um armazém gigante.                                                                       |                  |                                                                | |                                                                     |                        |
| 18 | 18               | "Emergência (BR)" "Emergency"                                  | Manny Hernandez, Guillermo Martinez, e Madeline Sharafian                                                  | 16 de outubro de 2015 4 de abril de 2016                            | 1.39                   |
| Quando Pardo traz um siri chamado Capitão Caranguinho para a caverna, as coisas não dão muito bem para o Urso Polar.                                   |                  |                                                                | |                                                                     |                        |
| 19 | 19               | "Eco Vida (BR)" "Tote Life"                                    | Manny Hernandez, Tom Law, Lauren Sassen, e Bert Youn                                                       | 2 de novembro de 2015 11 de abril de 2016                           | 1.51                   |
| Pardo, Panda e Polar ficam obcecados por sacolas reutilizáveis.                                                                                        |                  |                                                                | |                                                                     |                        |
| 20 | 20               | "Charlie e a Cobra (BR)" "Charlie and the Snake"               | Madeline Sharafian e Kyler Spears                                                                          | 3 de novembro de 2015 18 de abril de 2016                           | 1.66                   |
| Charlie inventa uma festa para os ursos e no caminho conhece uma cobra.                                                                                |                  |                                                                | |                                                                     |                        |
| 21 | 21               | "Encontro Virtual (BR)" "Video Date"                           | Tom Law, Guillermo Martinez, e Bert Youn                                                                   | 4 de novembro de 2015 25 de abril de 2016                           | 1.46                   |
| Panda conhece uma francesa pela internet e fazem um encontro online.                                                                                   |                  |                                                                | |                                                                     |                        |
| 22 | 22               | "Loja de Animais (BR)" "Pet Shop"                              | Vera Brosgol, Tom Law, Julian Narino, Lauren Sassen, e Kyler Spears                                        | 5 de novembro de 2015 28 de março de 2016                           | 1.52                   |
| Os bebês ursos resolvem fazer adoção em uma loja de animais.                                                                                           |                  |                                                                | |                                                                     |                        |
| 23 | 23               | "Chloe e Urso Polar (BR)" "Chloe & Ice Bear"                   | Lauren Sassen e Madeline Sharafian                                                                         | 6 de novembro de 2015 2 de maio de 2016                             | 1.56                   |
| Chloe passa um dia ao lado de Polar. |                  |                                                                | |                                                                     |                        |
| 24 | 24               | "Trabalho com Cupcake (BR)" "Cupcake Job"                      | Danny Ducker, Manny Hernandez, Guillermo Martinez, Lauren Sassen, Bert Youn, e Louie Zong                  | 12 de novembro de 2015 16 de maio de 2016                           | 1.63                   |
| Os ursos vão trabalhar fazendo cupcakes. |                  |                                                                | |                                                                     |                        |
| 25 | 25               | "Hibernação (BR) Os Livros dos Ursos (PT)" "Hibernation"       | Lauren Sassen e Madeline Sharafian                                                                         | 19 de novembro de 2015 9 de maio de 2016                            | 1.54                   |
| Pardo decide hibernar por cinco meses. |                  |                                                                | |                                                                     |                        |
| 26 | 26               | "Charlie Bola (BR)" "Charlie Ball"                             | Lauren Sassen                                                                                              | 11 de fevereiro de 2016 7 de novembro de 2016                       | 1.28                   |
| Panda se machuca e Charlie entra para o time de Pardo e Polar.                                                                                         |                  |                                                                | |                                                                     |                        |

### 2ª Temporada (2016-17)
| Episódio (série) | Episódio (temp.) | Título                                                                        | Escrito e storyboards por                             | Exibição original                                                                                  | Audiência (em milhões) |
| --- | ---------------- | ----------------------------------------------------------------------------- | ----------------------------------------------------- | -------------------------------------------------------------------------------------------------- | ---------------------- |
| 27 | 1                | "Bazar de Quintal (BR) "Venda de Quintal (PT) "Yard Sale"                     | Adam Campbell e Kyler Spears                          | 25 de fevereiro de 2016 23 de maio de 2016 5 de novembro de 2016                                   | 1.28                   |
| Pardo, Panda e Polar visitam uma venda de garagem e ganham uma caixa com coisas grátis. |                  |                                                                               |                                                       | |                        |
| 28 | 2                | "Festa do Pijama (BR) "Festa de Pijama (PT) "Slumber Party"                   | Lauren Sassen e Bert Youn                             | 3 de março de 2016 30 de maio de 2016 19 de novembro de 2016                                       | 1.20                   |
| Uma tempestade se aproxima e faz Chloe ficar com os ursos na caverna e eles irão fazer de tudo para protegê-la. |                  |                                                                               |                                                       | |                        |
| 29 | 3                | "Dieta de Urso (BR) / (PT)" "Bear Cleanse"                                    | Tom Law e Guillermo Martinez                          | 10 de março de 2016 5 de setembro de 2016 5 de novembro de 2016                                    | 1.30                   |
| Um médico diz aos ursos que eles precisam fazer uma 'desintoxicação' para melhorar a saúde. Mas, quando Pardo se dá conta de que só consegue comer o que os ursos pardos comem, ele perde a cabeça. |                  |                                                                               |                                                       | |                        |
| 30 | 4                | "A Comitiva do Nom Nom (BR) "O Partido do Nom Nom (PT) "Nom Nom's Entourage"  | Adam Campbell, Kyler Spears e Louie Zong              | 17 de março de 2016 12 de setembro de 2016 12 de novembro de 2016                                  | 1.20                   |
| Nom Nom chama os ursos para atuar como seu guarda-costas, mas os ursos rapidamente percebem que Nom Nom não entende o que é amizade. |                  |                                                                               |                                                       | |                        |
| 31 | 5                | "Guarda Tabes (BR) / (PT)" "Ranger Tabes"                                     | Madeline Sharafian e Kyler Spears                     | 31 de março de 2016 10 de outubro de 2016 12 de novembro de 2016                                   | 1.20                   |
| A fim de localizar seu pacote desaparecido, os ursos procuram ajuda da Guarda Tabes, que faz de tudo por justiça. |                  |                                                                               |                                                       | |                        |
| 32 | 6                | "Quartos (BR) / (PT)" "Rooms"                                                 | Tom Law, Guillermo Martinez e Bert Youn               | 21 de abril de 2016 19 de setembro de 2016 13 de novembro de 2016                                  | 1.30                   |
| Os ursos trocam de quartos e tentam se adaptar a vida de cada um. |                  |                                                                               |                                                       | |                        |
| 33 | 7                | "Perdendo o Polar (BR) "Polar Perdido (PT) "Losing Ice"                       | Guillermo Martinez, Bert Youn e Louie Zong            | 28 de abril de 2016 3 de outubro de 2016 20 de novembro de 2016                                    | 1.40                   |
| Polar se torna chef em um restaurante e deixa Pardo e Panda para trás. |                  |                                                                               |                                                       | |                        |
| 34 | 8                | "Celular (BR) "Telemóvel (PT) "Cellie"                                        | Tom Law e Lauren Sassen                               | 5 de maio de 2016 26 de setembro de 2016 6 de novembro de 2016                                     | 1.20                   |
| Pardo e Urso Polar decidem entrar na moda dos celulares, mas Panda não gosta nada disso. |                  |                                                                               |                                                       | |                        |
| 35 | 9                | "Ursos da Moda (BR) "Ursos Fashion (PT) "Fashion Bears"                       | Christina Chang, Kyler Spears e Bert Youn             | 1 de agosto de 2016 17 de outubro de 2016 6 de novembro de 2016                                    | 1.23                   |
| A vida dos ursos mudam depois de comprar roupas novas. E cada roupa que eles vestem é uma nova Aventura, como um emprego em uma empresa, uma noiva ou ser um modelo. Nota: Este episódio foi lançado pela primeira vez on-line em 30 de junho de 2016. |                  |                                                                               |                                                       | |                        |
| 36 | 10               | "A Ilha (BR) / (PT)" "The Island"                                             | Lauren Sassen e Louie Zong                            | 2 de agosto de 2016 24 de outubro de 2016 13 de novembro de 2016                                   | 1.22                   |
| Os ursinhos Pardo, Panda e Polar ficam presos em uma ilha deserta e fazem amizade com as pessoas naufragas Nota: Este episódio foi lançado pela primeira vez on-line em 8 de julho de 2016. |                  |                                                                               |                                                       | |                        |
| 37 | 11               | "Gripe Ursina (BR)" "Bear Flu"                                                | Christina Chang e Guillermo Martinez                  | 3 de agosto de 2016 6 de março de 2017 20 de novembro de 2016                                      | 1.28                   |
| Pardo, Panda e Polar ficam resfriados depois de entrar em uma lagoa com muitas bactérias. Nota: Este episódio foi lançado pela primeira vez on-line em 15 de julho de 2016. |                  |                                                                               |                                                       | |                        |
| 38 | 12               | "Frango e Waffles (BR) / (PT)" "Chicken and Waffles"                          | Christina Chang e Tom Law                             | 28 de julho de 2016 4 de agosto de 2016 7 de novembro de 2016 19 de novembro de 2016               | 1.05                   |
| Panda se esforça para encontrar seus irmãos em um restaurante chique. |                  |                                                                               |                                                       | |                        |
| 39 | 13               | "A Audição (BR) / (PT)" "The Audition"                                        | Danny Ducker, Guillermo Martinez, e Bert Youn         | 29 de julho de 2016 5 de agosto de 2016 28 de novembro de 2016 20 de novembro de 2016              | 1.10                   |
| Pardo, Panda e Polar participam de um teste para um comercial de TV. Nota: Este episódio foi lançado pela primeira vez on-line em 22 de julho de 2016. Nota: No Brasil, é censurado que o Pardo quebrando e destruído a cadeira. |                  |                                                                               |                                                       | |                        |
| 40–41 | 14–15            | "Capitão Caranguinho (BR) "Capitão Caranguejinho (PT) "Captain Craboo"        | Lauren Sassen, Bert Youn, Kyler Spear, e Louie Zong   | 5 de setembro de 2016 13 de março de 2017 26 de novembro de 2016                                   | 1.18                   |
| Os ursos estão reunidos com o seu caranguejo de estimação, Capitão Caranguinho. Mas depois de um infeliz encontro com Nom Nom, os ursos podem perder o seu animal de estimação para sempre. Nota: Este episódio é confirmado para ser um especial de 22 minutos, e é o primeiro episódio de 22 minutos na série. Nota 2: No Brasil esse episódio foi ao ar no bloco "Junto e Misturado" ás 12:30 da tarde. |                  |                                                                               |                                                       | |                        |
| 42 | 16               | "Bebês Ursos no Avião (BR) "Ursos Bebés no Avião (PT) "Baby Bears on a Plane" | Tom Law, Lauren Sassen e Louie Zong                   | 6 de outubro de 2016 14 de novembro de 2016 20 de novembro de 2016                                 | 1.03                   |
| Os ursinhos Pardo, Panda e Urso Polar decidem viajar para a Suécia. Enquanto estão a bordo do avião, eles fazem novas experiências. Como o Polar que faz amizade com dois pilotos e Panda que fica desesperado de fome e tenta procurar algo pra comer e encher sua barriga. Nota: Este episódio foi lançado pela primeira vez on-line em 30 de junho de 2016.                                             |                  |                                                                               |                                                       | |                        |
| 43 | 17               | "Yuri e o Urso (BR)" "Yuri and the Bear"                                      | Lauren Sassen                                         | 13 de outubro de 2016 17 de abril de 2017                                                          | 1.04                   |
| Enquanto vive sozinho no Ártico, o Urso Polar bebê encontra um misterioso homem russo chamado Yuri que o ajuda a sobreviver ao ambiente gelado. O pequeno e tímido ursinho faz amizade com esse homem. |                  |                                                                               |                                                       | |                        |
| 44 | 18               | "Noites Polares (BR)" "Icy Nights"                                            | Lauren Sassen e Kyler Spears                          | 20 de outubro de 2016 21 de novembro de 2016                                                       | 1.08                   |
| Urso Polar passa por uma noite inesquecível a procura de seu aspirador. |                  |                                                                               |                                                       | |                        |
| 45 | 19               | "Geral Tube (BR)" "Everyone's Tube"                                           | Danny Ducker, Lauren Sassen e Louie Zong              | 27 de outubro de 2016 20 de março de 2017                                                          | 1.01                   |
| Uma pessoa anônima clica em uma variedade de vídeos musicais carregados pelos ursos. |                  |                                                                               |                                                       | |                        |
| 46 | 20               | "Mistérios da Criatura (BR)" "Creature Mysteries"                             | Christina Chang e Tom Law                             | 23 de outubro de 2016 3 de novembro de 2016 13 de março de 2017                                    | 1.04                   |
| Guarda Tabes está investigando Charlie,e os ursos se separaram para garantir a segurança de seus amigos. |                  |                                                                               |                                                       | |                        |
| 47 | 21               | "A Biblioteca (BR)" "The Library"                                             | Christina Chang, Kyler Spears e Louie Zong            | 23 de outubro de 2016 10 de novembro de 2016 21 de março de 2017 (pré-estreia) 27 de março de 2017 | 1.09                   |
| Os ursos ajudam Chloe a estudar para um exame, mas acidentalmente tornam as coisas mais difíceis para ela. |                  |                                                                               |                                                       | |                        |
| 48 | 22               | "Pardo Ajuda (BR)" "Grizz Helps"                                              | Madeline Sharafian e Louie Zong                       | 23 de outubro de 2016 17 de novembro de 2016 3 de abril de 2017                                    | 1.05                   |
| Quando seus irmãos não precisam de sua ajuda para o dia, Pardo deixa a caverna para ajudar alguém em necessidade. |                  |                                                                               |                                                       | |                        |
| 49 | 23               | "Festas de Natal (BR)" "Christmas Parties"                                    | Christina Chang, Kyler Spears, Bert Youn e Louie Zong | 1 de dezembro de 2016 11 de dezembro de 2017 2017                                                  | 1.13                   |
| Pardo, Panda e Polar precisam participar rapidamente das festas de Natal de seus amigos para chegarem a tempo para festa de celebridades do Nom Nom. |                  |                                                                               |                                                       | |                        |
| 50 | 24               | "Metrô (BR)" "Subway"                                                         | Christina Chang e Tom Law                             | 4 de abril de 2017 24 de abril de 2017                                                             | 1.13                   |
| Os ursos ficam presos em uma plataforma do metrô depois de perder seu trem, mas enquanto espera, eles devem recuperar alguns itens perdidos. Como um bracelete de exercícios e um drone. |                  |                                                                               |                                                       | |                        |
| 51 | 25               | "O Amigo do Panda (BR)" "Panda's Friend"                                      | Tom Law e Bert Youn                                   | 6 de abril de 2017 10 de abril de 2017                                                             | 1.01                   |
| Panda usa um aplicativo para encontrar um amigo com quem ele tem mais em comum, mas as coisas tomam uma volta para pior quando o novo amigo fica muito possessivo. |                  |                                                                               |                                                       | |                        |
| 52 | 26               | "Vizinhos (BR)" "Neighbors"                                                   | Kyler Spears e Bert Youn                              | 11 de abril de 2017 8 de maio de 2017                                                              | 0.86                   |
| Alguns vizinhos novos deixam o seu trailer perto da caverna dos ursos. Panda e Polar adoram, mas Pardo pensa que eles não são bons vizinhos. |                  |                                                                               |                                                       | |                        |

### 3ª Temporada (2017-18)
| Episódio (série) | Episódio (temp.) | Título                                                                 | Escrito e storyboards por          | Exibição original                                               | Audiência (em milhões) |
| --- | ---------------- | ---------------------------------------------------------------------- | ---------------------------------- | --------------------------------------------------------------- | ---------------------- |
| 53 | 1                | "Pardo, o Filme (BR)" "Grizzly the Movie"                              | Kyler Spears e Bert Youn           | 3 de abril de 2017 15 de maio de 2017                           | 0.93                   |
| Pardo participa de um filme sobre ursos pardos. Mas, ele logo percebe de que a descrição do filme de ursos pardos não é o que ele tinha em mente. |                  |                                                                        |                                    |                                                                 |                        |
| 54 | 2                | "Controlando A Raiva (BR)" "Anger Management"                          | Christina Chang e Tom Law          | 5 de abril de 2017 28 de agosto de 2017                         | 0.87                   |
| Para aparecer em um programa infantil bem-sucedido, o Nom Nom deve controlar sua raiva, com a ajuda de Pardo. |                  |                                                                        |                                    |                                                                 |                        |
| 55 | 3                | "Cem Dólares (BR)" "$100"                                              | Christina Chang e Tom Law          | 10 de abril de 2017 7 de agosto de 2017                         | 0.77                   |
| Os ursos Bebês começam a sonhar quando encontram uma nota de 100 dólares. Mas quando eles não podem suportar gastá-lo, eles percebem que é difícil deixar ir. |                  |                                                                        |                                    |                                                                 |                        |
| 56 | 4                | "Professor Lampwick"                                                   | Louie Zong                         | 12 de abril de 2017 22 de maio de 2017                          | 0.94                   |
| O professor de Chloe é muito mau para dar a ela qualquer tempo para conversar sobre sua má qualidade. Os ursos tomam as coisas em suas próprias mãos para ajudar, causando grande problema para Chloe. |                  |                                                                        |                                    |                                                                 |                        |
| 57 | 5                | "Ralph"                                                                | Lauren Sassen e Louie Zong         | 13 de abril de 2017 1 de maio de 2017                           | 0.90                   |
| Charlie conhece um outro pé-grande chamado Ralph, mas os ursos acham que Ralph é uma má influência. |                  |                                                                        |                                    |                                                                 |                        |
| 58 | 6                | "Planeta Ursos (BR)" "Planet Bears"                                    | Guillermo Martinez                 | 17 de abril de 2017 25 de setembro de 2017                      | 0.83                   |
| Em um documentário de estilo da BBC, um narrador onisciente cobre a manhã dos ursos quando eles ficam sem comida e devem ir ao supermercado. |                  |                                                                        |                                    |                                                                 |                        |
| 59 | 7                | "Caverna do Café (BR)" "Coffee Cave"                                   | Kyler Spears e Bert Youn           | 18 de abril de 2017 21 de agosto de 2017                        | 0.76                   |
| Quando eles aprendem que o Polar é um barista talentoso, os ursos transformam a caverna em uma popular cafeteria. No entanto, as coisas vão mal quando, para manter a qualidade do seu café, Pardo e Panda dão a Polar uma cafeína apesar de suas advertências.                                                                               |                  |                                                                        |                                    |                                                                 |                        |
| 60 | 8                | "O Pé Grande do Charlie (BR)" "Charlie's Big Foot"                     | Lauren Sassen e Louie Zong         | 19 de abril de 2017 11 de setembro de 2017                      | 0.93                   |
| Quando Charlie machuca o pé enquanto tenta ajustar a antena parabólica dos ursos, os ursos devem procurar um hospital para assistência médica. |                  |                                                                        |                                    |                                                                 |                        |
| 61 | 9                | "O Demônio (BR)" "The Demon"                                           | Kyler Spears e Bert Youn           | 20 de abril de 2017 18 de setembro de 2017                      | 0.77                   |
| Enquanto brincavam com uma arma de batata, Chloe e Polar perdem seu capuz premiado para o cachorro, apelidado de O Demônio, então eles partem em uma missão para recuperá-lo. |                  |                                                                        |                                    |                                                                 |                        |
| 62 | 10               | "O Quadro do Panda (BR)" "Panda's Art"                                 | Christina Chang e Tom Law          | 24 de abril de 2017 2 de outubro de 2017                        | 0.82                   |
| Para o seu projeto de arte da faculdade comunitária, Panda é inspirado a pintar uma foto de Charlie. Panda dá a sua pintura para o Charlie, mas quando lhe é oferecida a chance de mostrar sua arte, Panda deve recuperar o quadro. |                  |                                                                        |                                    |                                                                 |                        |
| 63 | 11               | "Guardas Mirins (BR)" "Poppy Rangers"                                  | Lauren Sassen e Louie Zong         | 25 de abril de 2017 9 de outubro de 2017                        | 0.96                   |
| Guarda Tabes leva uma tropa de jovens a uma expedição de cavernas e traz Pardo como especialista em cavernas. No entanto algo acontece. |                  |                                                                        |                                    |                                                                 |                        |
| 64 | 12               | "O Irmão da Lucy (BR)" "Lucy's Brother"                                | Lauren Sassen                      | 26 de abril de 2017 29 de maio de 2017                          | 0.84                   |
| Pardo, Panda e Polar conhecem o irmão de Lucy. |                  |                                                                        |                                    |                                                                 |                        |
| 65 | 13               | "O Parque (BR)" "The Fair"                                             | Sang Yup Lee e Louie Zong          | 7 de agosto de 2017 16 de outubro de 2017                       | 0.80                   |
| Os bebês ursos tornam-se prêmios para um jogo de carnaval na esperança de serem conquistados e levados para uma nova casa. |                  |                                                                        |                                    |                                                                 |                        |
| 66 | 14               | "Lago Particular (BR)" "Private Lake"                                  | Christina Chang e Tom Law          | 8 de agosto de 2017 23 de outubro de 2017                       | 0.87                   |
| Quando o lago local está superlotado com os turistas, os ursos se divertem no lago privado de Charlie. No entanto, o problema surge quando os ursos confundem sua presença em mídias sociais. |                  |                                                                        |                                    |                                                                 |                        |
| 67 | 15               | "Almoço com a Tabes (BR)" "Lunch with Tabes"                           | Lauren Sassen e Sarah Sobole       | 9 de agosto de 2017 14 de agosto de 2017                        | 0.76                   |
| Os ursos almoçam com Guarda Tabes, mas quando o almoço de Tabes é roubado, Tabes entra no modo detetive para encontrar o culpado. |                  |                                                                        |                                    |                                                                 |                        |
| 68 | 16               | "Passeio (BR)" "Road Trip"                                             | Kyler Spears e Bert Youn           | 10 de agosto de 2017 4 de setembro de 2017                      | 0.95                   |
| Chloe e os ursos fazem uma viagem para ver uma chuva de meteoro. Polar, o único licenciado para dirigir, é colocado no comando, o que torna-se mais difícil do que ele pensava. |                  |                                                                        |                                    |                                                                 |                        |
| 69 | 17               | "Amor de Verão (BR)" "Summer Love"                                     | Christina Chang e Tom Law          | 11 de agosto de 2017 30 de outubro de 2017                      | 0.74                   |
| Panda vai em uma missão para retornar um telefone perdido para a garota de seus sonhos e encontra vários obstáculos ao longo do caminho. |                  |                                                                        |                                    |                                                                 |                        |
| 70 | 18               | "O Gatinho (BR)" "The Kitty"                                           | Sang Yup Lee e Guillermo Martinez  | 1 de setembro de 2017 13 de novembro de 2017                    | 0.82                   |
| Os ursos encontram uma gatinha que eles decidem adotar e nomeiam como Thunderbolt, no entanto eles descobrem rapidamente que a gatinha é realmente um filhote de puma e que sua família a criou em sua casa. |                  |                                                                        |                                    |                                                                 |                        |
| 71 | 19               | "Jones Pé de Cabra (BR)" "Crowbar Jones"                               | Guillermo Martinez e Lauren Sassen | 1 de setembro de 2017 6 de novembro de 2017                     | 0.82                   |
| Pardo exibe um filme amador épico que ele acabou de fazer para um grupo de foco, mas quando ele percebe que as pessoas estão saindo ele deve descobrir maneiras de manter o público envolvido. |                  |                                                                        |                                    |                                                                 |                        |
| 72 | 20               | "Kyle"                                                                 | Kyler Spears e Bert Youn           | 8 de setembro de 2017 20 de novembro de 2017                    | 0.82                   |
| Nom Nom se reencontra com o seu suposto irmão perdido, Kyle. |                  |                                                                        |                                    |                                                                 |                        |
| 73 | 21               | "Cidadã Tabes (BR)" "Citizen Tabes"                                    | Sang Yup Lee e Louie Zong          | 15 de setembro de 2017 27 de novembro de 2017                   | 0.80                   |
| Depois de Guarda Tabes acidentalmente ferir um animal, ela deixa seu trabalho e os ursos fazem o que podem para que ela volte a ser uma protetora ambiental. |                  |                                                                        |                                    |                                                                 |                        |
| 74 | 22               | "Aulas de Dança (BR)" "Dance Lessons"                                  | Sang Yup Lee e Louie Zong          | 22 de setembro de 2017 27 de fevereiro de 2018                  | 0.73                   |
| Panda é um voluntário para ser o parceiro de Lucy para um concurso de dança. Mas Panda não tem a coragem de dizer a Lucy que ela é uma dançarina horrível. |                  |                                                                        |                                    |                                                                 |                        |
| 75 | 23               | "Noites Polares II (BR)" "Icy Nights II"                               | Lauren Sassen                      | 29 de setembro de 2017 14 de março de 2018                      | 0.83                   |
| Polar entra em uma aventura de fim de noite para resgatar seu amigo, Yana, de alguns inimigos familiares. |                  |                                                                        |                                    |                                                                 |                        |
| 76 | 24               | "Hotel de Cachorro (BR)" "Dog Hotel"                                   | Christina Chang e Tom Law          | 6 de outubro de 2017 26 de fevereiro de 2018                    | 0.77                   |
| Enquanto a caverna é fumigada, os ursos vão a um hotel de cachorros durante a noite. Panda e Polar querem sair, mas Pardo quer ficar. Quando ele é confundido com um cão raivoso, seus irmãos devem salvá-lo. |                  |                                                                        |                                    |                                                                 |                        |
| 77 | 25               | "Carona de Urso (BR)" "Bear Lift"                                      | Sarah Sobole                       | 13 de outubro de 2017 9 de abril de 2018                        | 0.78                   |
| Para arrecadar dinheiro para salvar a loja de Darrell, os ursos usam a pilha como um táxi através de um aplicativo de compartilhamento de viagem, eventualmente eles correm para o senhor de Darrell e eles devem ultrapassá-lo, antes que ele chegue na loja.                                                                                |                  |                                                                        |                                    |                                                                 |                        |
| 78 | 26               | "O Programa do Nom Nom (BR) "The Nom Nom Show"                         | Christina Chang e Tom Law          | 13 de outubro de 2017 2 de março de 2018                        | 0.78                   |
| Durante o novo programa de TV de Nom Nom, todos os seus convidados especiais acabam não aparecedendo, então Nom Nom contrata os ursos como substituições, mas cada ação é arruinada por suas palhaçadas. |                  |                                                                        |                                    |                                                                 |                        |
| 79 | 27               | "Caverna de Gelo (BR)" "Ice Cave"                                      | Kyler Spears e Bert Youn           | 20 de outubro de 2017 1 de março de 2018                        | 0.93                   |
| Ralph assume a caverna e a transforma numa fortaleza nevada onde ele reina como rei sobre os ursos e Charlie. |                  |                                                                        |                                    |                                                                 |                        |
| 80 | 28               | "Dia no Spa (BR)" "Spa Day"                                            | Kyler Spears e Bert Youn           | 20 de outubro de 2017 16 de abril de 2018                       | 0.93                   |
| Os ursos têm um dia relaxante no spa. Pardo tenta obter tudo o que o spa tem para oferecer, Panda fica preso na sala de vapor com um homem velho e Polar joga ping pong. |                  |                                                                        |                                    |                                                                 |                        |
| 81 | 29               | "Contos de Dia Das Bruxas do Charlie (BR)" "Charlie's Halloween Thing" | Kyler Spears e Bert Youn           | 27 de outubro de 2017 28 de outubro de 2017                     | 0.91                   |
| Charlie conta a um grupo de mágicos duas histórias assustadoras para o Dia das Bruxas: Os Ursos compram três bonecos que se parecem com eles que ganham vida e tentam matá-los e Pardo acidentalmente morde Chloe que se transforma em ursomem.                                                                                               |                  |                                                                        |                                    |                                                                 |                        |
| 82 | 30               | "Coelhos (BR) Ursos Bebés: Coelhinhos (PT) Bunnies"                    | Christina Chang e Tom Law          | 3 de novembro de 2017 5 de março de 2018 6 de janeiro de 2018   | 0.88                   |
| Enquanto os bebês ursos estão a caminho do Festival de Chocolate de Denver, eles encontram uma ninhada de coelhos constantemente atacados por corvos. Pardo e Polar querem ajudá-los, mas Panda está determinado a chegar ao festival. |                  |                                                                        |                                    |                                                                 |                        |
| 83 | 31               | "Pombos (BR) Ursos Bebés: Corvos (PT) Pigeons"                         | Sang Yup Lee e Louie Zong          | 3 de novembro de 2017 21 de maio de 2018 6 de janeiro de 2018   | 0.88                   |
| Pardo faz amizade com um pombo fêmea chamada Brenda e seus amigos. Quando eles pedem ajuda a ele, Pardo está disposto a ajudar, apenas para descobrir que seus colegas de pombos são o quartel de pombos de "Nossas Coisas". |                  |                                                                        |                                    |                                                                 |                        |
| 84 | 32               | "Panda 2 (BR) Ursos Bebés: Panda 2 (PT) Panda 2"                       | Lauren Sassen e Sarah Sobole       | 10 de novembro de 2017 12 de março de 2018 6 de janeiro de 2018 | 0.91                   |
| Em um recinto de panda chinês, o bebê Panda gasta todos os dias fazendo o mesmo sem um cuidado no mundo, que tudo muda quando um Panda recheado, apelidado de Panda 2, chega e "persuade" Panda de deixar seus limites e aventurar-se lá fora.                                                                                                |                  |                                                                        |                                    |                                                                 |                        |
| 85 | 33               | "Na Boia (BR) Ursos Bebés: Num Tubo (PT) Tubin'"                       | Kyler Spears e Bert Youn           | 10 de novembro de 2017 23 de abril de 2018 6 de janeiro de 2018 | 0.91                   |
| Em busca de alguma aventura, os ursos levam um tubo por um rio perigoso. |                  |                                                                        |                                    |                                                                 |                        |
| 86 | 34               | "Guerra Laser (BR) Ursos Bebés: Lazer Royale (PT) Lazer Royale"        | Christina Chang e Tom Law          | 17 de novembro de 2017 2 de abril de 2018 6 de janeiro de 2018  | 0.80                   |
| Quando os bebês ursos ouvem sobre um jogo de Tag Lazer que o prêmio é um sundae de sorvete, eles decidem jogar. No entanto, quando eles entram na sala, eles acham que nem tudo é o que parece quando o jogo se transforma em uma zona de guerra.                                                                                             |                  |                                                                        |                                    |                                                                 |                        |
| 87 | 35               | "Jogos de Guarda (BR)" "Ranger Games"                                  | Lauren Sassen e Sarah Sobole       | 17 de novembro de 2017 14 de maio de 2018                       | 0.75                   |
| Guarda Tabes, mais uma vez, lidera os Guardas Mirins em um torneio de beisebol contra seus rivais Guarda Zhao e os Guardas da Ivy. Pardo chega como líder de torcida, mas quando Wallace machuca o tornozelo, ele é promovido para ser um dos jogadores.                                                                                      |                  |                                                                        |                                    |                                                                 |                        |
| 88 | 36               | "A Árvore Perfeita (BR)" "The Perfect Tree"                            | Lauren Sassen e Sarah Sobole       | 1 de dezembro de 2017 24 de dezembro de 2019                    | 0.79                   |
| Chloe e Polar conduzem para o norte para encontrar a árvore de Natal perfeita e, enquanto procuram por uma, tropeçam em uma peru selvagem enquanto Pardo e Panda são responsáveis por decorar a casa de Chloe, porém tendo muitos problemas.                                                                                                  |                  |                                                                        |                                    |                                                                 |                        |
| 89 | 37               | "Ursos e Homens (BR)" "Bearz II Men"                                   | Sang Yup Lee e Louie Zong          | 5 de janeiro de 2018 18 de junho de 2018                        | 1.10                   |
| Os Bebês Ursos ajudam um adolescente chamado Nate a realizar o sonho de ser um cantor famoso, mas quando quer entrar em um show de talentos e só pode entrar com o acompanhamento de um guardião, os Bebês Ursos se disfarçam como o pai de Nate.                                                                                             |                  |                                                                        |                                    |                                                                 |                        |
| 90 | 38               | "Briga de Manos (BR)" "Bro Brawl"                                      | Charlie Parisi e Sarah Sobole      | 5 de janeiro de 2018 28 de maio de 2018                         | 1.10                   |
| Os ursos participam de um jogo contra o melhor amigo de Panda, Tom e seus colegas de quarto Griff e Isaac para um novo apartamento de luxo, mas quando Panda ouve que Tom não pode mais pagar seu apartamento atual e que ele e seus companheiros de quarto devem dividir, Panda pode ter que sacrificar o jogo.                              |                  |                                                                        |                                    |                                                                 |                        |
| 91 | 39               | "Furacão Hal (BR)" "Hurricane Hal"                                     | Sang Yup Lee e Louie Zong          | 12 de janeiro de 2018 18 de fevereiro de 2019                   | 0.90                   |
| O Professor Lampwick descobre como tudo está conectado aos ursos quando um furacão se aproxima. Quando os Ursos se encontram em três locais diferentes, Pardo cuidando dos Guardas Mirins de Guarda Tabes, Panda está preso com Charlie em seu carro na floresta e Chloe e Polar estão na área da baía procurando um caminho pra casa.        |                  |                                                                        |                                    |                                                                 |                        |
| 92 | 40               | "Viagem (BR)" "Vacation"                                               | Kyler Spears e Bert Youn           | 19 de janeiro de 2018 11 de junho de 2018                       | 0.83                   |
| Os níveis de estresse de Nom Nom aumentam devido a um ressurgimento inesperado em sua popularidade. Por sugestão de seu médico, Nom Nom decide tirar férias em um spa. Seu médico atribui Pardo como seu "animal de estimação de conforto", que deve protegê-lo de seus fãs raivosos ou então seus níveis de estresse fará com que ele morra. |                  |                                                                        |                                    |                                                                 |                        |
| 93 | 41               | "Colmeia (BR)" "Beehive"                                               | Christina Chang e Tom Law          | 26 de janeiro de 2018 28 de fevereiro de 2018                   | 0.80                   |
| Os Ursos e a Guarda Tabes encontram uma colmeia. Quando Tabes sai para que ela possa removê-la com segurança, os Ursos saboreiam o mel e ficam fascinados. Eles transformam sua caverna em uma grande colmeia e começam a servir a abelha rainha para comer mais mel, forçando Tabes a vencer em seu resgate na remoção da colmeia.           |                  |                                                                        |                                    |                                                                 |                        |
| 94 | 42               | "O Parque (BR)" "The Park"                                             | Kyler Spears e Bert Youn           | 2 de fevereiro de 2018 4 de junho de 2018                       | 0.67                   |
| Os Ursos passam um dia no parque. Pardo trabalha, mas tem sua bolsa roubada por alguém, Panda tenta vender suas obras de arte e é pego por um policial em um cavalo e Polar treina algumas crianças em um campo de jogos sobre seus conhecimento sobre artes marciais.                                                                        |                  |                                                                        |                                    |                                                                 |                        |
| 95 | 43               | "Eu Sou o Urso Polar (BR)" "I Am Ice Bear"                             | Sang Yup Lee e Sarah Sobole        | 9 de fevereiro de 2018 25 de junho de 2018                      | 0.76                   |
| Depois que Polar bate a cabeça, ele assume de repente uma personalidade mais social, faladora e "mais legal" que agrada a Pardo e Panda, mas quando ele começa a abandoná-los e se torna um idiota, eles devem encontrar uma maneira de voltar seu irmão de volta normal.                                                                     |                  |                                                                        |                                    |                                                                 |                        |
| 96 | 44               | "Ursos Bebês Não Pulam (BR)" "Baby Bears Can't Jump"                   | Charlie Parisi e Sarah Sobole      | 16 de fevereiro de 2018 26 de março de 2018                     | 0.71                   |
| Para ganhar uma pizza, os Ursos jogam basquete contra um grupo de crianças de ragtag. Eles acabam recebendo ajuda de um famoso Charles Barkley que ensina trabalho em equipe e no processo, os Ursos aprendem sua assinatura "Bearstack". |                  |                                                                        |                                    |                                                                 |                        |

### 4ª Temporada (2018-2019)
| Episódio (série) | Episódio (temp.) | Título                                                                     | Escrito e storyboards por                               | Exibição original                             | Audiência (em milhões) |
| --- | ---------------- | -------------------------------------------------------------------------- | ------------------------------------------------------- | --------------------------------------------- | ---------------------- |
| 97 | 1                | "Pescando (BR)" "Go Fish"                                                  | Christina Chang e Lauren Sassen                         | 30 de julho de 2018 26 de novembro de 2018    | 0.35                   |
| Enquanto estão em uma viagem de pesca, os ursos são atacados por um peixe lendário gigante. |                  |                                                                            |                                                         |                                               |                        |
| 98 | 2                | "Queridinhos da Professora (BR)" "Teacher's Pet"                           | Sang Yup Lee e Charlie Parisi                           | 30 de julho de 2018 12 de novembro de 2018    | 0.40                   |
| Os Bebês Ursos escapam de suas vidas agitadas, frequentando a escola. |                  |                                                                            |                                                         |                                               |                        |
| 99 | 3                | "Googs"                                                                    | Sarah Sobole e Louie Zong                               | 30 de julho de 2018 19 de novembro de 2018    | 0.50                   |
| Os ursos ganham uma visita à infame sede corporativa da Googs. |                  |                                                                            |                                                         |                                               |                        |
| 100 | 4                | "Entregadores (BR)" "Paperboyz"                                            | Louie Zong                                              | 30 de julho de 2018 15 de janeiro de 2019     | 0.65                   |
| Os Bebês Ursos conseguem empregos como meninos da papelaria jornalística. |                  |                                                                            |                                                         |                                               |                        |
| 101 | 5                | "Esquadrão Urso (BR)" "Bear Squad"                                         | Sang Yup Lee e Charlie Parisi                           | 30 de julho de 2018 10 de dezembro de 2018    | 0.77                   |
| Guarda Tabes substitui os ursos para que eles possam ir à cidade e pegar um ladrão. |                  |                                                                            |                                                         |                                               |                        |
| 102 | 6                | "Lulinha (BR)" "Lil' Squid"                                                | Christina Chang e Tom Law                               | 30 de julho de 2018 4 de fevereiro de 2019    | 0.71                   |
| Os Bebês Ursos constroem um submarino e exploram as profundezas de um aquário para que possam trazer uma lula perdida para sua família. |                  |                                                                            |                                                         |                                               |                        |
| 103 | 7                | "Eu, Mordomo (BR)" "I, Butler"                                             | Charlie Parisi e Sarah Sobole                           | 30 de julho de 2018 5 de novembro de 2018     | 0.65                   |
| Os ursos usam um urso-robô construído pelo Urso Polar para ajudar nas tarefas de casa, mas as coisas ficam complicadas quando perdem o controle do robô. |                  |                                                                            |                                                         |                                               |                        |
| 104 | 8                | "Problemas de Família (BR)" "Family Troubles"                              | Charlie Parisi e Sarah Sobole                           | 30 de julho de 2018 11 de fevereiro de 2019   | 0.56                   |
| Enquanto está estrelando uma sitcom, Bebê Pardo vive no set, mas quando um garoto mais legal se junta ao elenco, Bebê Pardo se sente ameaçado. |                  |                                                                            |                                                         |                                               |                        |
| 105 | 9                | "Ursos Padrinhos (BR)" "Best Bears"                                        | Guillermo Martinez                                      | 6 de agosto de 2018 3 de dezembro de 2018     | 0.50                   |
| Os ursos devem completar seus deveres de best-man no dia do casamento de Darrell. |                  |                                                                            |                                                         |                                               |                        |
| 106 | 10               | "Jones Pé de Cabra: Origens (BR)" "Crowbar Jones: Origins"                 | Guillermo Martinez                                      | 7 de agosto de 2018 25 de fevereiro de 2019   | 0.54                   |
| Pardo lança seu filme Jones Pé-de-Cabra para o Nom Nom, esperando que o Nom Nom concorde em aparecer no filme. |                  |                                                                            |                                                         |                                               |                        |
| 107 | 11               | "Molho Picante (BR)" "Hot Sauce"                                           | Tara Helfer e Lauren Sassen                             | 8 de agosto de 2018 14 de janeiro de 2019     | 0.56                   |
| Uma busca por seu molho picante favorito faz com que os ursos se envolvam com uma operação secreta infalível. |                  |                                                                            |                                                         |                                               |                        |
| 108 | 12               | "App Mãe (BR)" "Mom App"                                                   | Christina Chang e Sarah Sobole                          | 9 de agosto de 2018 17 de dezembro de 2018    | 0.43                   |
| Na esperança de finalmente ter a experiência de uma verdadeira mãe, os ursos usam um aplicativo que trará uma mãe até a porta deles. |                  |                                                                            |                                                         |                                               |                        |
| 109 | 13               | "A Limosine (BR)" "The Limo"                                               | Christina Chang e Guillermo Martinez                    | 10 de agosto de 2018 21 de janeiro de 2019    | 0.48                   |
| Para ajudar a distrair Panda de seus problemas com as meninas, Pardo e Polar tratam de dar para ele uma carona em uma limusine. |                  |                                                                            |                                                         |                                               |                        |
| 110 | 14               | "Mais Geral Tube (BR)" "More Everyone's Tube"                              | Sang Yup Lee e Louie Zong                               | 13 de agosto de 2018 7 de janeiro de 2019     | 0.41                   |
| Por meio de outra sessão de navegação por vídeo on-line, recebemos mais vídeos enviados pelos ursos e seus amigos. |                  |                                                                            |                                                         |                                               |                        |
| 111 | 15               | "Homem do Dinheiro (BR)" "Money Man"                                       | Kyler Spears e Bert Youn                                | 14 de agosto de 2018 28 de janeiro de 2019    | 0.49                   |
| Os ursos ajudam Chloe a apresentar seu projeto para um concurso de ciências universitário. Mas o rival de Chloe dificulta as coisas. |                  |                                                                            |                                                         |                                               |                        |
| 112 | 16               | "Guarda ao Resgate (BR)" "Rescue Ranger"                                   | Kyler Spears e Bert Youn                                | 15 de agosto de 2018 28 de janeiro de 2019    | 0.49                   |
| Tabes ajuda os Ursos a resgatar Charlie depois que ele é capturado por um caçador de jogos vilão. |                  |                                                                            |                                                         |                                               |                        |
| 113 | 17               | "El Oso"                                                                   | Lauren Sassen                                           | 16 de agosto de 2018 7 de outubro de 2019     | 0.53                   |
| Em um flashback de muito tempo atrás, Charlie tem uma aventura no deserto mexicano. |                  |                                                                            |                                                         |                                               |                        |
| 114–115 | 18–19            | "Contos de Dia das Bruxas do Charlie 2 (BR)" "Charlie's Halloween Thing 2" | Sang Yup Lee, Sarah Sobole, Charlie Parisi e Louie Zong | 19 de outubro de 2018 31 de outubro de 2019   | 0.63                   |
| Charlie conta algumas histórias assustadoras com os Bears e seus amigos. |                  |                                                                            |                                                         |                                               |                        |
| 116 | 20               | "Escandalosos"                                                             | Guillermo Martinez                                      | 5 de novembro de 2018 15 de janeiro de 2019   | 0.67                   |
| Um famoso Luchador chamado Rodolpho conta ao seu filho a história de quando ele era um menino e fez amizade com os "ositos". Quando Rodolpho quebra a perna antes do grande torneio de Luchador, os bebês ursos aparecem como os "Escandalosos" para ganhar dinheiro para ele e seu cão doente.                         |                  |                                                                            |                                                         |                                               |                        |
| 117 | 21               | "Banda da Pizza (BR)" "Pizza Band"                                         | Sarah Sobole e Louie Zong                               | 6 de novembro de 2018 13 de junho de 2019     | 0.60                   |
| Os ursos decidem comer uma pizza na Caverna da Pizza do Papai Urso e descobrem que ainda usam uma terrível banda animatrônica. Quando a banda quebra, os ursos os substituem e sincronizam os lábios com o áudio original e acabam se tornando famosos; indo em turnê no processo.                                      |                  |                                                                            |                                                         |                                               |                        |
| 118 | 22               | "Adotados (BR)" "Adopted"                                                  | Katie Mitroff, Charlie Parisi e Sang Yup Lee            | 7 de novembro de 2018 15 de abril de 2019     | 0.57                   |
| Os bebês ursos acabam em um leilão e são adotados por um excêntrico milionário chamado Charles Willoughby-Wentworth, que os deixa ficar em sua mansão. No entanto, é revelado que ele quer que Carl, seu gorila de estimação, jogue com eles depois que ele destruiu todos os seus ursinhos de pelúcia.                 |                  |                                                                            |                                                         |                                               |                        |
| 119 | 23               | "Cupidos (BR)" "Wingmen"                                                   | Christina Chang e Hanna Cho                             | 8 de novembro de 2018 20 de junho de 2019     | 0.59                   |
| Os ursos são acordados no meio da noite por um Larkatoo Tipper Vermelho, um pássaro muito raro e barulhento. O Larkatoo continua a fazer barulho porque ele precisa encontrar uma namorada, então os ursos se tornam seus alas e criam um baile de todos os animais para que eles possam ir dormir.                     |                  |                                                                            |                                                         |                                               |                        |
| 120 | 24               | "Aparelho (BR)" "Braces"                                                   | Sang Yup Lee e Charlie Parisi                           | 9 de novembro de 2018 1 de agosto de 2019     | 0.58                   |
| O Dr. Clark dá a Panda um par de aparelhos feios que o humilham em público. Mais tarde, ele descobre que as chaves lhe dão controle sobre objetos elétricos. Quando as pessoas começam a agir para ele, ele começa a abusar de seus poderes, levando Pardo e Polar a pará-lo.                                           |                  |                                                                            |                                                         |                                               |                        |
| 121 | 25               | "Filmes de Natal(BR)" "Christmas Movies"                                   | Christina Chang e Hanna Cho                             | 17 de dezembro de 2018 dezembro de 2020       | 0.51                   |
| Na véspera de Natal, os bebês ursos estão trabalhando no Last Weekend Video e ficam a noite quando o dono trava. Um ladrão chamado Harry aparece posando de Papai Noel para roubar o lugar, mas os ursinhos vêem através de seu disfarce e tentam prendê-lo.                                                            |                  |                                                                            |                                                         |                                               |                        |
| 122 | 26               | "Amigo Imaginário (BR)" "Imaginary Friend"                                 | Guillermo Martinez                                      | 28 de janeiro de 2019 27 de junho de 2019     | 0.41                   |
| Depois de assistir Lutadores Ultra Meteorito, os bebês ursos decidem fingir apenas que eles percebem que precisam de um quarto membro. Eles optam por criar um amigo imaginário chamado Urso de Prata, mas sua persona heróica acaba causando problemas para os ursos cuja imaginação de repente fica fora de controle. |                  |                                                                            |                                                         |                                               |                        |
| 123 | 27               | "O Shopping (BR)" "The Mall"                                               | Sang Yup Lee e Charlie Parisi                           | 4 de fevereiro de 2019 4 de julho de 2019     | 0.63                   |
| Os ursos vão ao shopping e encontram suas contrapartes humanas. |                  |                                                                            |                                                         |                                               |                        |
| 124 | 28               | "Túneis (BR)" "Tunnels"                                                    | Christina Chang, Yvonne Hsuan Ho e Lauren Sassen        | 11 de fevereiro de 2019 18 de julho de 2019   | 0.51                   |
| Os ursos descobrem uma rede de túneis sob a caverna. Eles estão preparados para descobrir para onde levam e quem os cavou? |                  |                                                                            |                                                         |                                               |                        |
| 125 | 29               | "Ramen"                                                                    | Christina Chang e Yvonne Hsuan Ho                       | 18 de fevereiro de 2019 12 de outubro de 2019 | 0.64                   |
| Os bebês ursos ajudam uma chefa de ramen se esforçar para aperfeiçoar seus ramens e salvar sua loja. |                  |                                                                            |                                                         |                                               |                        |
| 126 | 30               | "A Academia (BR)" "The Gym"                                                | Sang Yup Lee e Charlie Parisi                           | 25 de fevereiro de 2019 6 de junho de 2019    | 0.53                   |
| Os ursos vão ao ginásio e fazem o trabalho pesado. |                  |                                                                            |                                                         |                                               |                        |
| 127 | 31               | "Bolha (BR)" "Bubble"                                                      | Sarah Sobole e Louie Zong                               | 4 de março de 2019 8 de agosto de 2019        | 0.55                   |
| Panda se torna um germófobo e decide viver o resto de sua vida em uma bolha. |                  |                                                                            |                                                         |                                               |                        |
| 128 | 32               | "Baby Orphan Ninja Bears"                                                  | Sang Yup Lee e Charlie Parisi                           | 11 de março de 2019 25 de maio de 2020        | 0.54                   |
| Os bebês ursos se aventuram nos esgotos e conhecem um mestre de artes marciais como o ninja. |                  |                                                                            |                                                         |                                               |                        |
| 129 | 33               | "Incêndio! (BR)" "Fire!"                                                   | Sarah Sobole e Louie Zong                               | 18 de março de 2019 15 de agosto de 2019      | 0.43                   |
| O raciocínio rápido de Pardo evita um potencial incêndio, mas o elogio que ele recebe ao fazê-lo rapidamente vai para a sua cabeça. |                  |                                                                            |                                                         |                                               |                        |
| 130 | 34               | "Guarda Norm (BR)" "Ranger Norm"                                           | Sarah Sobole e Louie Zong                               | 18 de março de 2019 29 de agosto de 2019      | 0.43                   |
| Quando Tabes sai para uma conferência, os ursos têm que lidar com seu substituto, Guarda Norm. |                  |                                                                            |                                                         |                                               |                        |
| 131 | 35               | "Shmorby"                                                                  | Sarah Sobole e Louie Zong                               | 25 de março de 2019 11 de junho de 2020       | 0.52                   |
| Os ursos pegam um dispositivo de assistente doméstico da Shmorby e se tornam preguiçosos. |                  |                                                                            |                                                         |                                               |                        |
| 132 | 36               | "Bebês Cobras (BR)" "Snake Babies"                                         | Danny Ducker e Lauren Sassen                            | 25 de março de 2019 22 de agosto de 2019      | 0.52                   |
| Charlie adota serpentes bebê, apesar dos ursos pensarem que ele não está preparado para a paternidade. |                  |                                                                            |                                                         |                                               |                        |
| 133 | 37               | "Sandcastle"                                                               | Christina Chang e Quinne Larsen                         | 1 de abril de 2019 11 de maio de 2020         | 0.52                   |
| Os ursos do bebê constroem um castelo de areia gigante. Mas quando algumas crianças declaram guerra aos Ursos, elas precisam lutar para defender sua nova casa. |                  |                                                                            |                                                         |                                               |                        |
| 134 | 38               | "Bros in the City"                                                         | Charlie Parisi e Sarah Sobole                           | 1 de abril de 2019                            | 0.52                   |
| Os ursos estrelam um reality show junto com Griff, Tom e Isaac. |                  |                                                                            |                                                         |                                               |                        |
| 135 | 39               | "Primo Jon (BR)" "Cousin Jon"                                              | Hanna Cho                                               | 1 de abril de 2019 25 de julho de 2019        | 0.53                   |
| Quando os ursos assistem à reunião de família de Chloe, eles são vítimas das brincadeiras e travessuras do primo de Chloe, Jon. |                  |                                                                            |                                                         |                                               |                        |
| 136 | 40               | "Lord of the Poppies"                                                      | Yvonne Hsuan Ho e Sang Yup Lee                          | 1 de abril de 2019                            | 0.53                   |
| Pardo e os Guardas Mirins vão acampar em uma ilha, mas logo se encontram desertos. |                  |                                                                            |                                                         |                                               |                        |
| 137 | 41               | "A Maldição da Múmia (BR)" "The Mummy's Curse"                             | Yvonne Hsuan Ho e Sang Yup Lee                          | 29 de abril de 2019 4 de maio de 2020         | 0.45                   |
| Os bebês ursos temem ser amaldiçoados para sempre e precisam encontrar uma maneira de devolver uma múmia ao seu túmulo. |                  |                                                                            |                                                         |                                               |                        |
| 138 | 42               | "Band of Outsiders"                                                        | Quinne Larsen e Lauren Sassen                           | 6 de maio de 2019 18 de maio de 2020          | 0.48                   |
| Uma gangue de crianças de rua toma o bebê urso Polar sob suas asas. |                  |                                                                            |                                                         |                                               |                        |
| 139 | 43               | "Tabes & Charlie"                                                          | Christina Chang e Louie Zong                            | 13 de maio de 2019 4 de junho de 2020         | 0.48                   |
| Tabes e Charlie se juntam para encontrar o cão desaparecido de Tabes, Kirk. |                  |                                                                            |                                                         |                                               |                        |
| 140 | 44               | "O Aniversário do Panda (BR)" "Panda's Birthday"                           | Christina Chang e Louie Zong                            | 27 de maio de 2019 11 de julho de 2019        | 0.45                   |
| É o aniversário de Panda e Pardo e Polar planejam surpreendê-lo com o grupo K-Pop Monsta X. Polar se coloca em uma bagagem apenas para ser atendido pelo grupo. |                  |                                                                            |                                                         |                                               |                        |

| # | Título                                                                      | Escrito por                  | Exibição Original                                         | Exibição no Brasil              | Exibição em Portugal |
| --- | --------------------------------------------------------------------------- | ---------------------------- | --------------------------------------------------------- | ------------------------------- | -------------------- |
| 1 | "Limpeza de Urso (BR) "Limpeza dos Ursos (PT) "Bear Cleaning"               | Guillermo Martinez           | 6 de julho de 2015                                        | 14 de outubro de 2016 (online)  |                      |
| Pardo está distraído jogando um videogame enquanto os ursos limpam a casa.                                                           |                                                                             |                              |                                                           |                                 |                      |
| 2 | "Nom Nom Contra Hamster (BR) "Nom Nom vs Hamster (PT) "Nom Nom Vs. Hamster" | Bert Youn                    | 3 de agosto de 2015                                       | 29 de julho de 2016 (online)    |                      |
| Nesta curta, os ursos questionam o porquê do simples vídeo de Nom Nom possuir 20 milhões de visualizações.                           |                                                                             |                              |                                                           |                                 |                      |
| 3 | "O Sonho do Panda (BR) "Sonho do Panda (PT) "Panda's Dream"                 | Ton Law e Madeline Sharafian | 1 de setembro de 2015                                     | 9 de setembro de 2016 (online)  |                      |
| Panda enfrenta problemas ao tentar comprar um jogo e pensa em várias formas de sair dessa.                                           |                                                                             |                              |                                                           |                                 |                      |
| 4 | "Passeio na Tora (BR) "Passeio no Tronco (PT) "Log Ride"                    | Tom Law                      | 2 de novembro de 2015                                     | 4 de novembro de 2016 (online)  |                      |
| Pardo, Panda e Urso Polar brincam em um parque de diversão.                                                                          |                                                                             |                              |                                                           |                                 |                      |
| 5 | "Boa Noite, Polar (BR)" "Goodnight Ice Bear"                                | Madeline Sharafian           | 1 de dezembro de 2015 (Internet) 30 de junho de 2016 (TV) | 13 de janeiro de 2017 (online)  |                      |
| Urso Polar tenta dormir, mas a porta da geladeira não fecha.                                                                         |                                                                             |                              |                                                           |                                 |                      |
| 6 | "Hora do Penico (BR)" "Potty Time"                                          | Tom Law                      | 30 de junho de 2016                                       | 12 de setembro de 2017 (online) |                      |
| Os ursinhos procuram pessoas para adotá-los, mas isso é interrompido quando Panda precisa encontrar um banheiro.                     |                                                                             |                              |                                                           |                                 |                      |
| 7 | "A Foto do Panda (BR)" "Panda's Profile Pic"                                | Mikey Heller                 | 30 de junho de 2016                                       | 8 de agosto de 2017 (online)    |                      |
| Pardo e Polar modificam a foto de Panda em um editor de imagens.                                                                     |                                                                             |                              |                                                           |                                 |                      |
| 8 | "Campeão Herói Supremo (BR)" "Grizz: Ultimate Hero Champion"                | Danny Ducker                 | 30 de junho de 2016                                       | 27 de novembro de 2017 (online) |                      |
| Pardo faz um vídeo para participar do "Ultimate Hero Champion".                                                                      |                                                                             |                              |                                                           |                                 |                      |
| 9 | "Sonhum (BR)" "Dreamium"                                                    | Louie Zong                   | 30 de junho de 2016                                       | 13 de novembro de 2017 (online) |                      |
| Panda faz um download de uma aplicativo para ajudá-lo a dormir.                                                                      |                                                                             |                              |                                                           |                                 |                      |
| 10 | "Opus do Charlie (BR)" "Charlie's Opus"                                     | Lauren Sassen                | 30 de junho de 2016                                       | 18 de julho de 2017 (online)    |                      |
| Charlie começa uma banda de animais, mas quando ele executa um concerto, que é mostrado para os ursos, os animais atrapalham.        |                                                                             |                              |                                                           |                                 |                      |
| 11 | "Pilha de Ursos (BR)" "Bear Stack"                                          | Louie Zong                   | 27 de abril de 2017                                       | 28 de maio de 2019 (online)     |                      |
| Os ursos estão em uma missão com estilo de vídeo game para obter a última cópia de um jogo na loja de jogos.                         |                                                                             |                              |                                                           |                                 |                      |
| 12 | "Frozen Ice"                                                                | Kyler Spears                 | 27 de abril de 2017                                       | TBA                             |                      |
| Pardo e Panda tentam derreter um cubo de gelo pois um urso está congelado no cubo.                                                   |                                                                             |                              |                                                           |                                 |                      |
| 13 | "Assembly Required"                                                         | Sarah Sobole                 | 27 de abril de 2017                                       | TBA                             |                      |
| Os ursos tentam montar alguns móveis.                                                                                                |                                                                             |                              |                                                           |                                 |                      |
| 14 | "Cooking with Ice Bear"                                                     | Bert Youn                    | 27 de abril de 2017                                       | TBA                             |                      |
| Urso Polar prepara uma comida coreana em um show de culinária que ele está hospedado.                                                |                                                                             |                              |                                                           |                                 |                      |
| 15 | "The Cave"                                                                  | Mikey Heller e Kris Mukai    | 27 de abril de 2017                                       | TBA                             |                      |
| Um morcego invade a caverna durante a noite, enquanto os ursos estão tentando dormir, e eles inventam várias maneiras de espantá-los |                                                                             |                              |                                                           |                                 |                      |